# Торен, Улоф
Улоф Торен (швед. Olof Torén; 1 октября 1718, Sätila — 17 августа 1753, Näsinge, Гётеборг-Бохус) — шведский ботаник и священник, один из «апостолов Линнея».

## Биография
Улоф Торен родился в 1718 году. Получил образование в Уппсальском университете. Его учителем был выдающийся шведский учёный Карл Линней.
В 1748—1749 годах Улоф Торен участвовал в научной экспедиции в Китае. С 1750 по 1752 год он участвовал в научной экспедиции в Индии и в Китае. Улоф Торен отослал ряд крупных коллекций в Швецию. В настоящее время они находятся в Лондонском Линнеевском обществе. Улоф Торен умер в области Бохуслен 17 августа 1753 года.

## Научная деятельность
Улоф Торен специализировался на семенных растениях.

## Публикации
- Reise nach Ostindien und China. Nebst D. Toreens Reise nach Suratte und E. G. Ekebergs Nachricht von der Landwirtschaft der Chineser. Rostock, J. C. Koppe, 1765.
- Dagbok öfwer in ostindisk resa åren 1750, 1751, 1752. (Опубликовано Карлом Линнеем)

## Почести
Карл Линней в честь Торена назвал род растений Torenia семейства Linderniaceae (ранее — семейства Норичниковые).